# باشگاه فوتبال استودیانتس
باشگاه فوتبال استودیانتس (به اسپانیایی: Estudiantes de La Plata) یک باشگاه فوتبال در شهر لاپلاتا کشور آرژانتین می‌باشد که در لیگ برتر فوتبال آرژانتین بازی می‌کند.
این باشگاه در تاریخ ۴ آگوست ۱۹۰۵ تأسیس شده‌است.